# Marianne Lang (Malerin)
Marianne Lang  (* 1979 in Graz) ist eine österreichische Künstlerin.

## Leben
Lang studierte an der Universität Mozarteum Salzburg Malerei und neue Medien. Das Diplom wurde ihr im Jahr 2005 verliehen.
In den Jahren 2002 bis 2010 erhielt sie Stipendien und Preise, ihre Werke waren bei zahlreichen Ausstellungen u. a. in Salzburg, Graz, Wien, Hamburg und Paris zu sehen.
Marianne Lang lebt und arbeitet in Wien.

## Werk
Die Arbeiten von Marianne Lang überspannen den Bogen von Papierplastiken (never give your heart to a wild thing, 2006), Videoinstallationen (living room, 2004), Glas- und Holzgravuren (permafrost, 2012; side-notes, 2014), Tiefdrucktechniken (on the brick, 2012), Stuckarbeiten (buchdrucker und kupferstecher, 2014) bis zu Aquarellen (haus im grünen, 2014) und Silberstiftzeichnungen (gardine, 2016).

## Ausstellungen
- 2004: Living Room, Galerie 5020, Salzburg
- 2005: Das Künstlerhaus stellt sich vor, Kunstverein, Salzburg
- 2008: Findet mich das Glück, Schloss Goldegg, Salzburg
- 2009: A Room of One´s Own, Stadtmuseum, Graz
- 2010: Fluchtperspektiven, Kunstforum Ebendorf, Raumacht, Wien, Mein Zimmer im Raum, Kunstverein Das weisse Haus, Wien, Fluchtperspektiven, Architekturforum Oberösterreich, Linz, My House in France, Kunstraum pro arte, Hallein
- 2011: Blank Box, Galerie Peithner-Lichtenfels, Wien, Zu Gast, Galerie Eboran, Salzburg, Zwischen Dach und Boden, KHG Galerie, Graz, Wallpaper, Kunstverein, Salzburg
- 2013: Koje, Galerie Bäckerstrasse 4, Art Austria, Leopoldmuseum, Wien, Intervention, Albertina, Wien
- 2015: Mein Haus im Grünen, Galerie Bäckerstrasse 4, Wien, Kunst vor Ort, Akademie, Graz
- 2017: Wald, Galerie Zimmermann Kratochwill, Graz